# Coelichneumon sugillatorius
Coelichneumon sugillatorius là một loài tò vò trong họ Ichneumonidae.